# Weichselbaum
Weichselbaum est une commune autrichienne du district de Jennersdorf dans le Burgenland.